# Pałac w Osieku
Pałac w Osieku – pałac w stylu mauretańskim w Polsce położony w Osieku (województwo małopolskie). Obecnie we wnętrzach pałacu znajduje się niewielkie prywatne muzeum rodu Rudzińskich (historia rodu i posiadłości).

## Opis architektoniczny
Pałac jest budynkiem dwukondygnacyjnym (drugą kondygnację dobudowano w połowie XIX wieku), posiada dwie wieże kryte cebulastymi hełmami. Niegdyś wejścia do pałacu broniły dwa potężne posągi gryfów. Ściany i sufity wnętrza są pokryte w całości misternymi malowidłami i mozaikami utrzymanymi w tonacji błękitno-białej. Wśród ozdobnych dekoracji przeważają motywy geometryczne i roślinne. W pałacu zachowały się napisy w języku arabskim, między innymi Allah Akbar (Bóg Wszechmocny). W sali balowej, zwanej Salą Mauretańską, znajdują się arabeski i wejścia z zamkniętym łukiem ozdobione motywem muszli. Pałac otoczony jest parkiem krajobrazowym z klasycystycznymi i neogotyckimi zabudowaniami mieszkalnych i gospodarczymi, w tym neogotycką oficyną z okrągłą basztą z 1843 r.

## Rejestr zabytków
Pałac w 1972 roku został wpisany do rejestru zabytków jako zespół pałacowy z pierwszej połowy XIX wieku pod numerem A-389 z dnia 17.11.1972, następnie wpisy  rozszerzono - A-278 z 27.02.1978 i A-78 z 7.07.1997. Zabytkowy zespół pałacowy w Osieku składa się z:
- pałacu,
- oficyny „Kasztel”,
- oficyny „Dom Sędziego”,
- oficyny „Ogrody”,
- parku.

## Historia
Pierwsze wzmianki mówiące o dworze obronnym w Osieku pochodzą z 1653 roku, ale prawdopodobnie dwór istniał w tym miejscu dużo wcześniej. W 1784 roku osiecki majątek kupił baron Karol Wacław Larisch, który dokonał gruntownej przebudowy dawnego dworu przekształcając go w klasycystyczny pałac. Obecny kształt pałacu jest efektem jego gruntownej przebudowy, jakiej dokonał syn barona, Karol Józef Larisch, najprawdopodobniej w 1835 roku (na pewno już przed 1840 rokiem) według projektów włoskiego architekta Franciszka Marii Lanciego. Pałac był w posiadaniu rodziny Larischów niemal do końca XIX w.

W 1885 r. zaniedbaną i zadłużoną posiadłość wykupił Oskar von Rudziński (Oskar z Rudna Rudziński herbu Prus III) i przywrócił jej blask. Po jego śmierci, w latach 1919–1940 pałacem zarządzali jego synowie. W pałacu w trakcie organizowanych tutaj licznych bali i spotkań, przyjeżdżali przedstawiciele polskiej elity, m.in. prezydent Ignacy Mościcki, generał Józef Haller, marszałek Józef Piłsudski i kardynał Adam Stefan Sapieha, czy artyści, m.in. akwarelista Julian Fałat.

W czasie II wojny światowej majątek przejęli Niemcy zmuszając Rudzińskich do opuszczenia Osieka. Po 1945 majątek został znacjonalizowany i rozparcelowany, a Rudzińskim za czasów PRL zakaz zbliżania się do posiadłości na odległość 30 km. Rodzina Rudzińskich odzyskała pałac oraz budynki gospodarcze w styczniu 2009 roku. Obecnym właścicielem  pałacu jest biznesmen Ryszard Szajter, który odkupił go w 2011 roku od Macieja Rudzińskiego, ostatniego z rodu Rudzińskich, wychowanego w Osieku.